# Goya en Burdeos (1824-1828)

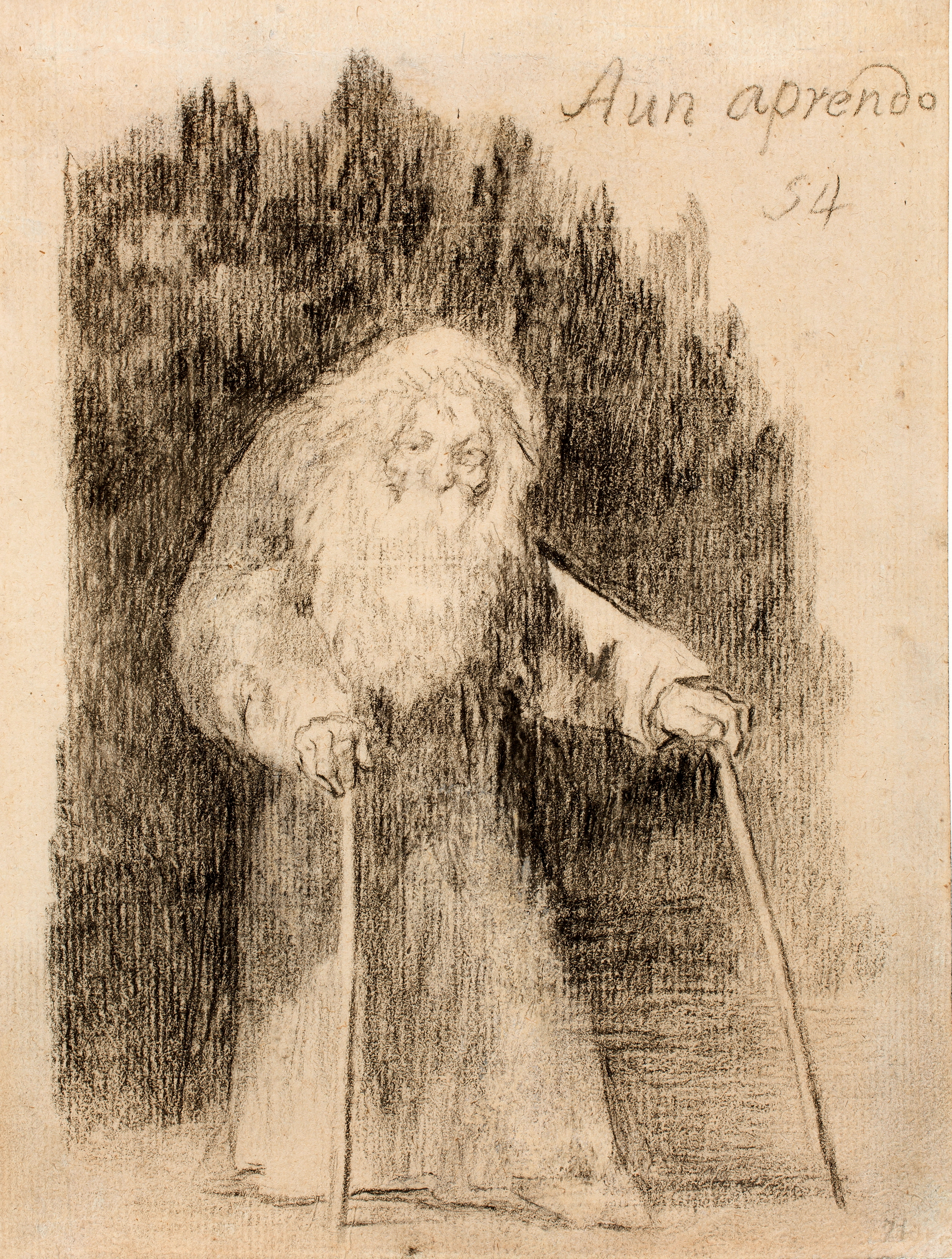
Aún aprendo, Álbum G (Museo del Prado, Gabinete de Dibujos, Estampas y Fotografías)

Francisco de Goya se desplazó a Burdeos en 1824 y, aunque volvió a España en un par de ocasiones, falleció en esta ciudad francesa el 16 de abril de 1828.
En mayo de 1823, las tropas francesas de los Cien Mil Hijos de San Luis, lideradas por el duque de Angulema, tomaron Madrid con objeto de restaurar la monarquía absoluta de Fernando VII. Esto produjo una inmediata represión de los liberales que habían apoyado la constitución de 1812, vigente de nuevo durante el Trienio Liberal. Goya temió los efectos de esta persecución —consta que Leocadia Zorrilla, su compañera, también— y marchó a refugiarse a casa de un amigo canónigo, José Duaso y Latre, al que hizo un retrato (Museo de Sevilla). Al año siguiente solicitó al rey un permiso para convalecer en el balneario de Plombières, que le fue concedido.
Goya llegó a mediados de 1824 a Burdeos, tras legar la Quinta del Sordo a su nieto Mariano, y aún tuvo energía para marchar a París en verano (junio-julio de 1824); volvió a Burdeos en septiembre, donde residiría hasta su muerte. Su estancia francesa se vio interrumpida en 1826, año en que viajó a Madrid para cumplimentar los trámites de su jubilación, que consiguió con una renta de cincuenta mil reales sin que Fernando VII pusiera impedimentos a ninguna de las peticiones del pintor y, en 1827, para realizar unos trámites. En este viaje retrató a su nieto Mariano en la Quinta del Sordo, donde se alojó. Por otro lado, fue retratado por el pintor neoclásico Vicente López Portaña, su sucesor en el cargo de pintor de cámara del rey.

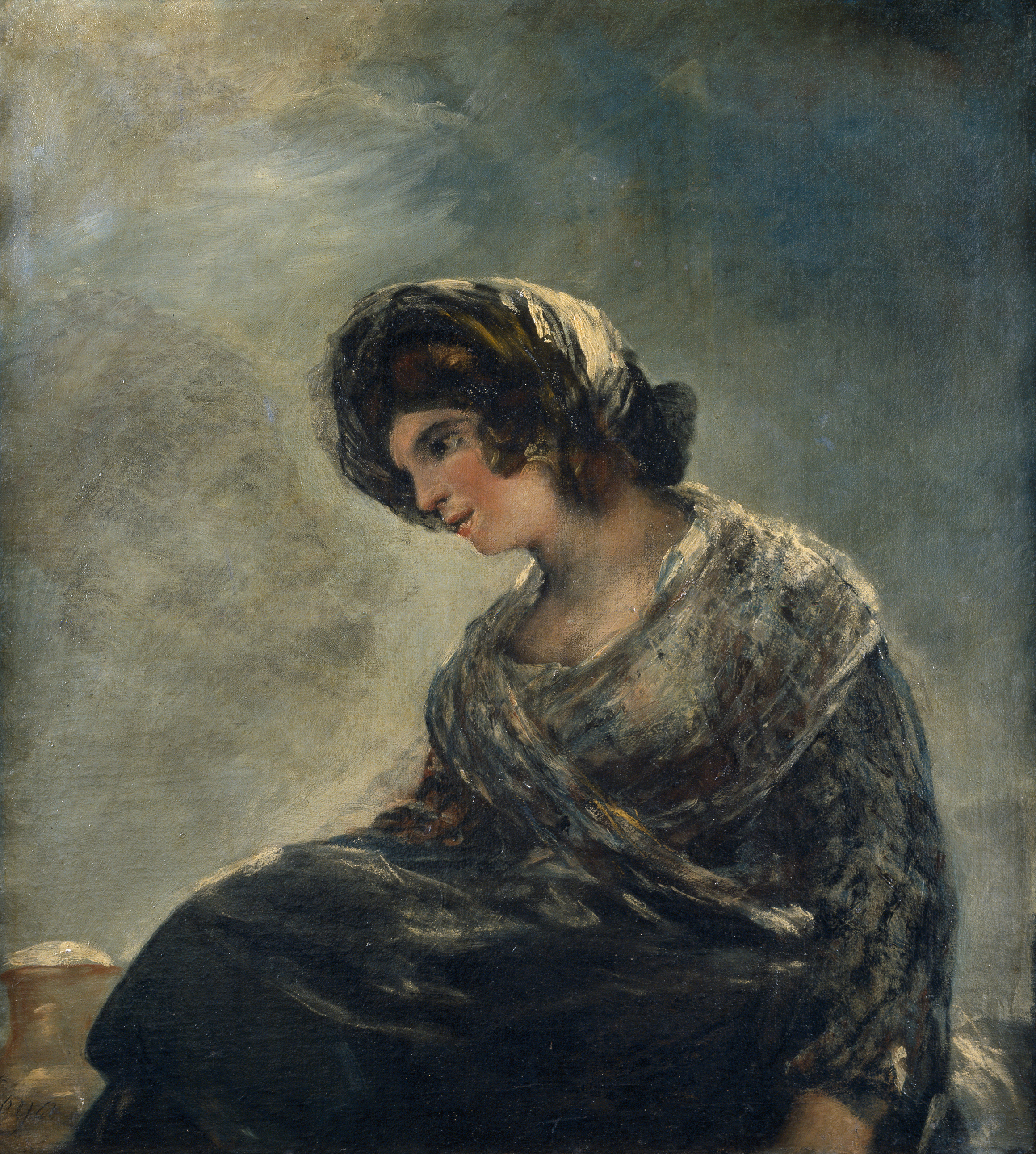
La lechera de Burdeos, 1827 (Museo del Prado)

Los dibujos de estos años, recogidos en el Álbum G y el H o bien recuerdan a Los Disparates y a las Pinturas negras, o bien poseen un carácter costumbrista y recogen estampas de la vida cotidiana de la ciudad de Burdeos recogidas en sus habituales paseos, como ocurre con el óleo La lechera de Burdeos (hacia 1826). Varios de ellos están dibujados con lápiz litográfico, en consonancia con la técnica de grabado que estuvo practicando por estos años y utilizó en la serie de cuatro estampas de Los toros de Burdeos. En los dibujos de estos años tienen presencia dominante las clases humildes y los marginados, ancianos que se muestran en actitudes juguetonas o circenses, como el Viejo columpiándose —custodiado en la Hispanic Society— o dramáticas, como el que se supone contrafigura de Goya —aunque no autorretrato—, un barbudo anciano que camina con la ayuda de bastones titulado Aún aprendo.
También siguió pintando al óleo: Leandro Fernández de Moratín, en su epistolario, principal fuente de noticias sobre la vida de Goya en estos años, escribió a Juan Antonio Melón que «pinta que se las pela, sin querer corregir jamás nada de lo que pinta». Destacan los retratos a sus amigos, como el que hizo al propio Moratín a su llegada a Burdeos que se encuentra en el Museo de Bellas Artes de Bilbao, el de Juan Bautista de Muguiro en mayo de 1827 (Prado) o el de José Pío de Molina (colección Reinhart, Winterthur), su última obra, que dejó inconclusa. También efectuó, entre 1824 y 1825, cuatro lienzos sobre toros, en paralelo a su serie de estampas: Suerte de varas (Roma, Gándara), Cogida de un picador (Toledo Museum of Art), Suerte de varas con dos garrochistas (Prado) y Plaza partida (Ashmolean Museum, Oxford).
Pero sin duda destaca La lechera de Burdeos, lienzo que ha sido visto como un directo precursor del impresionismo. El cromatismo se aleja de la oscura paleta característica de sus Pinturas negras. Presenta matices de azules y toques rosados. El motivo, una joven, parece revelar la añoranza de Goya por la vida juvenil y plena. Hace pensar este canto del cisne en un compatriota posterior, Antonio Machado que, también exiliándose de otra represión, guardaba en su bolsillo los últimos versos que escribió: «Estos días azules y este sol de la infancia». Del mismo modo, acabada su vida, Goya rememora el color de sus cuadros para tapices y acusa la nostalgia de su juventud perdida.
También efectuó una Monja (Inglaterra, colección privada) que contrasta con la lechera por su mayor simplificación y un vigor algo abrupto, que anuncia el expresionismo.
Por último, hay que señalar la serie de miniaturas sobre marfil que pintó en estos años (1824-1825) usando la técnica del esgrafiado sobre negro. Inventó en dichos diminutos marfiles figuras caprichosas y grotescas. La capacidad de innovar las texturas y las técnicas del ya anciano Goya no se había agotado. Según Laurent Matheron, «ennegrecía la plaquita de marfil y dejaba caer encima una gota de agua que, extendiéndose, eliminaba parte de la preparación, delineando claros al azar. Goya aprovechaba aquellos trazos y hacía surgir siempre de ellos algo original e inesperado». Aunque Goya afirmó haber realizado unas cuartenta de estas miniaturas —en una carta a su amigo Joaquín María Ferrer de 20 de diciembre de 1825—, en la actualidad hay catalogadas unas veinticinco de estas miniaturas.

## Fallecimiento
El 28 de marzo de 1828 llegaron a verle a Burdeos su nuera y su nieto Mariano, pero no llegó a tiempo su hijo Javier. Su estado de salud era muy delicado, no solo por el proceso tumoral que se le había diagnosticado tiempo atrás, sino a causa de una reciente caída por las escaleras que le obligó a guardar cama, postración de la que ya no se recuperaría. Tras un empeoramiento a comienzos del mes, Goya murió a las dos de la madrugada del 16 de abril de 1828, acompañado en ese momento por sus deudos y por sus amigos Antonio de Brugada y José Pío de Molina.